# Zetten (Gelderland)

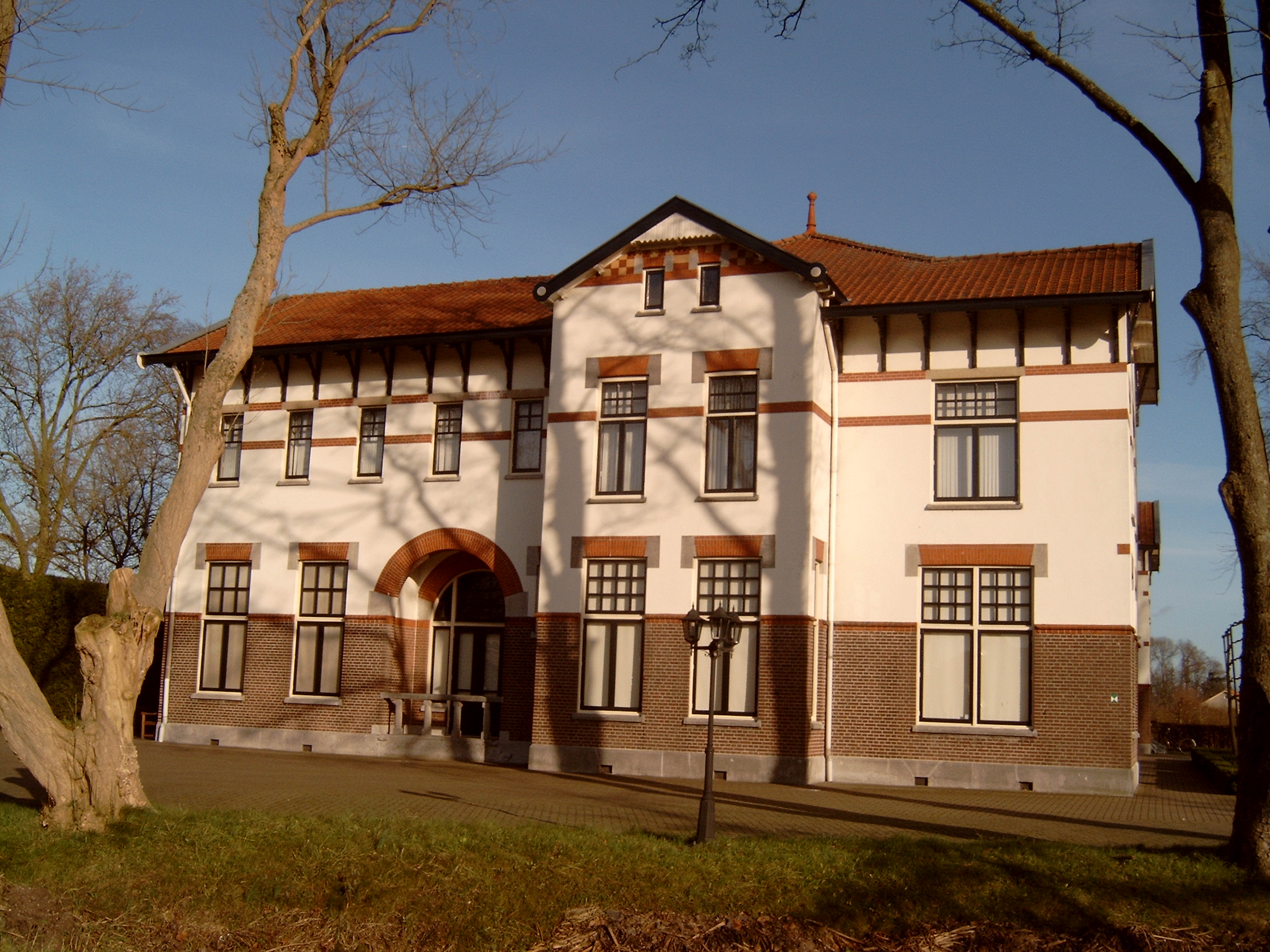
Het Witte Huis

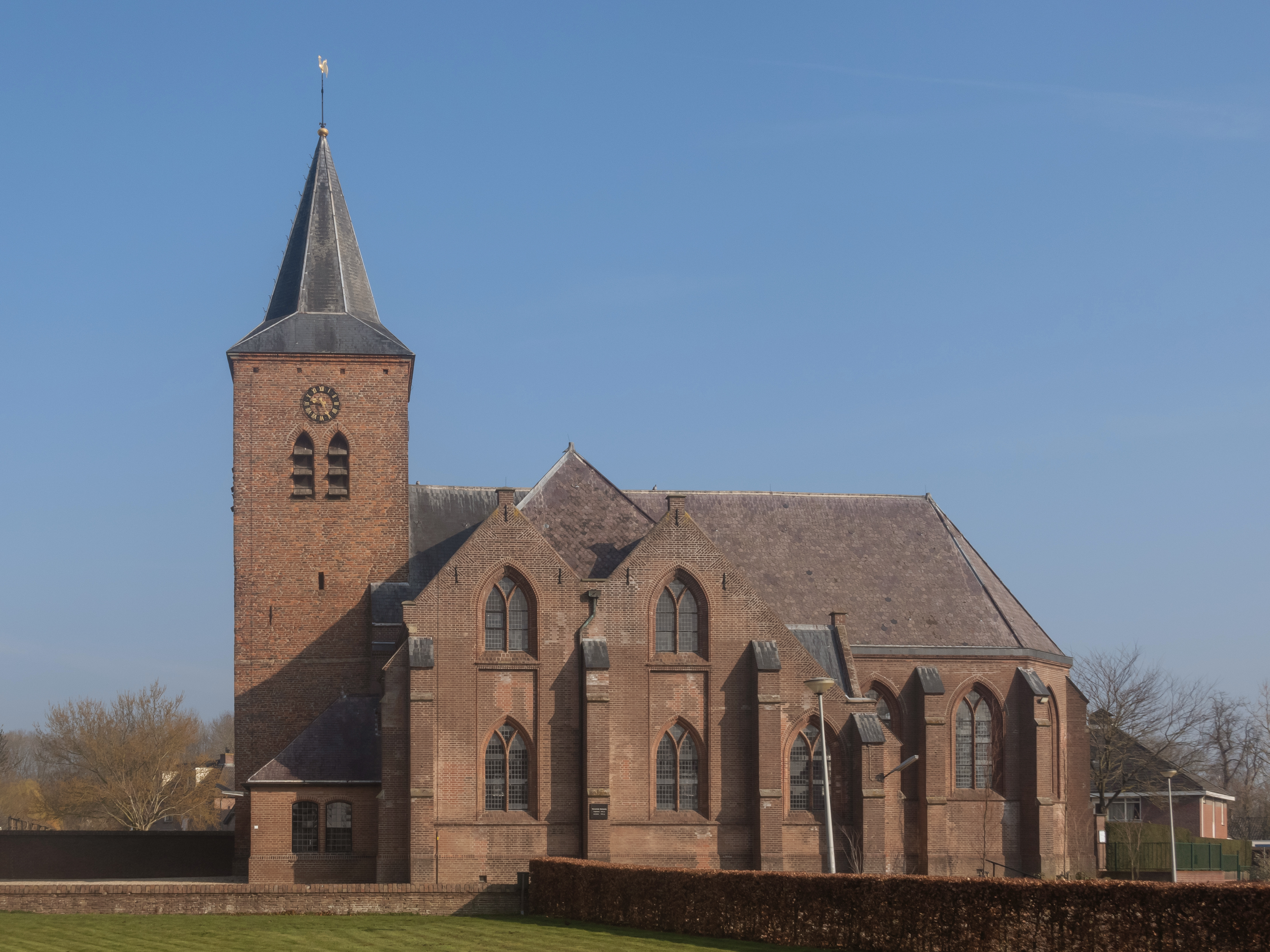
De Dorpskerk

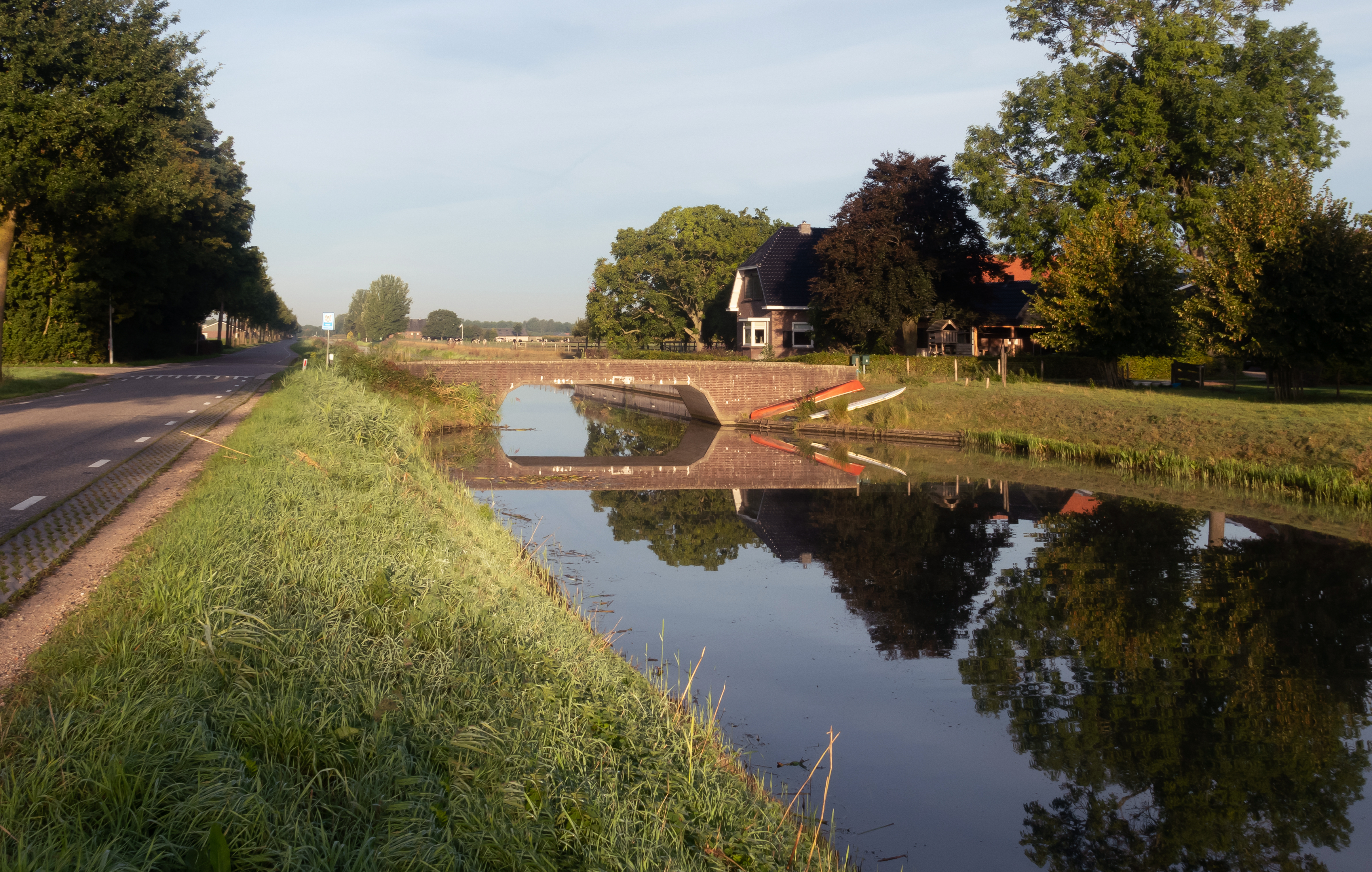
De Linge in Zetten

Zetten is een dorp in de gemeente Overbetuwe, in de Nederlandse provincie Gelderland.

## Geschiedenis
In de Romeinse tijd was de Betuwe frontgebied met de castra, de legerplaatsen, als steunpilaren en de rivieren als natuurlijke barrières in de steeds weer oplaaiende strijd tegen de Germaanse stammen. De oudste punten van vestiging waren de hoogst gelegen plaatsen, de zogenoemde woerden. In de eerste vier eeuwen na Christus zijn de gebieden rondom Herveld en Zetten bewoond geweest. De gevonden grondsporen van heel kleine woningen, waarvan de wanden uit vlechtwerk bestreken met leem bestonden, getuigen daarvan, net als diverse gevonden bronzen voorwerpen.
Sethone (Zetten) wordt in 1005 expliciet genoemd in een oorkonde waarin aartsbisschop Heribert van Keulen de kerk aan het klooster te Deutz gaf. In de vroege middeleeuwen ontstaat een dorp dat is gebouwd op een stroomrug. Een van de oudste gebouwen is de toren van de Hervormde Kerk uit de 14e eeuw (het schip is in 1912 vervangen). In 1840 telde Zetten 510, in 1872 1096, en in 1890 1563 inwoners.
Bij de watervloed van 1809, waarbij de gehele Betuwe onder water kwam te staan, is er veel verwoest en verloren zes mensen het leven. Het hoogste punt in Zetten is een vluchtheuvel, met daarop de in 1870 gebouwde kerk, mede bedoeld als wijkplaats bij overstromingen. Op de zwaar geplafonneerde zolder kon aan 300 mensen onderdak worden geboden.
Tijdens de Tweede Wereldoorlog is er fel gevochten in het dorp en zeer veel vernield, net als in het nabijgelegen Hemmen, vooral in de winter van '44/'45 in de nasleep van Operatie Market Garden. Ter nagedachtenis van de bevrijding is er in Zetten een bevrijdingsmonument geplaatst.
De Hemmense dominee, auteur, filantroop en prominent lid van het Réveil Ottho Gerhard Heldring stichtte in 1849 het "Asyl Steenbeek" voor wat toen "gevallen boetvaardige vrouwen" werden genoemd, in 1858 het opvoedingsgesticht Talitha Kumi voor meisjes van wie de opvoeding was verwaarloosd, en vervolgens de wijkplaats voor "oudere gevallen meisjes" (prostituees) Bethel in 1861. In 1864 werd door hem de Christelijke normaalschool opgericht voor onderwijzeressen. Daarna is er nog een Magdalenahuis voor zwangere meisjes gesticht. Dit werk is later door Hendrik Pierson overgenomen. In Zetten ligt de "Heldringstichting".
Het eerste christelijke gymnasium in Nederland werd in 1864 opgericht, maar verhuisde in 1908 naar Arnhem. De latere minister-president tijdens de Tweede Wereldoorlog Gerbrandy volgde hier onderwijs.
In de jaren '80 en '90 is er een uiterst zwarte periode geweest in de geschiedenis van de Heldringstichting. Aan het licht komt jarenlang seksueel misbruik door psychiater en algemeen directeur Theo Finkensieper. Pas in 1992 wordt hij door de rechtbank veroordeeld.
Het Witte Huis (1909) herbergde van 2002 tot 2013 het Museum Verpleging & Verzorging (dat in 2007 hernoemd werd naar het Florence Nightingale Instituut), het kenniscentrum van de geschiedenis van de verpleging. Inmiddels is er een particuliere woonvoorziening voor mensen met dementie gehuisvest.

## Het huidige dorp
Zetten heeft een uitgebreid winkel- en dienstenbestand en vervult daarmee een streekfunctie. Zetten heeft zelfs van alle dorpen in Nederland het grootste winkelaanbod gerelateerd aan het aantal inwoners. Ongeveer 75% van de beroepsbevolking is werkzaam in de commerciële dienstverlening, wat het dorp 'relatief rijk' maakt. Van oudsher is het dorp bekend als een centrum voor zorg en onderwijs - zo heeft het dorp nu een middelbare school met vmbo tot en met atheneum. Daarbij zijn er ook drie basisscholen in het dorp, te weten de Ds. Van Lingen, de OBS de Okkernoot en de Lammerts van Bueren. Het dorp heeft verder een verbinding met het Betuwse fruit, dat van 1917 tot 1999 op de Veiling Midden Betuwe verhandeld werd.
Het huidige centrum van het dorp ligt langs de Hoofdstraat en aan het Schweizerpark, rondom het Julianaplein en de Beatrixstraat. Het oudste gedeelte ligt ten oosten van het centrum en voor een gedeelte aan de invalswegen. Ten noordwesten van de kern stammen de huizen uit de wederopbouw. Sinds de jaren zeventig breidt het dorp zich in zuidelijke richting uit. Zetten is een geliefd dorp om te wonen. Een gevolg is wel dat er een schaarste is aan met name betaalbare woningen in het starters- en seniorensegment. Voor zover er nog huizen gebouwd worden, wordt de ruimte tussen de A15 en de Wageningsestraat benut. Daarnaast is er aan de noordkant van het dorp een uitbreiding met Engelse en Vlaamse landhuizen (woondomein "Aan de Linge"). De structuur van het dorp maakt dat er al een aantal jaren sprake is van een verkeersprobleem. Door het dorp loopt één relatief smalle weg.
Zetten kent een rijk verenigingsleven. De centrale ontmoetingsruimte in het dorp is 'De Wanmolen', een party- en zalencentrum met tevens een sporthal, bowlingbaan en een van de twee barren in het dorp. In het gebouw is ook de plaatselijke openbare bibliotheek gevestigd. In het gebied tussen de A15 en de Wageningsestraat is een indoor barbecuerestaurant gevestigd. In het gebouw bevinden zich twee barren, een in het restaurant en een in het grote portaal.
Verder zijn er vier kerken te vinden in Zetten, te weten de eerder genoemde Vluchtheuvel Kerk, de Nederlandse Hervormde Kerk, de Gereformeerde Kerk en de Baptistengemeente Midden-Betuwe (in het Hendrik Pierson College). Deze kerken hebben af en toe gezamenlijke diensten, zoals met Pinksteren, al wordt het merendeel apart gehouden.
Het gebied tussen de spoorlijn en de A15 is sinds 2000 veranderd in verband met de aanleg van de Betuweroute. De komst van de goederenspoorlijn en omliggende infrastructuur betekende de sloop van diverse huizen en het bedrijf Vogelenzang. In dit gebied bevinden zich naast het station en de voormalige veiling, de sportaccommodaties van zwembad Drie Essen, voetbalvereniging sv Excelsior Zetten en tennisclub De Leigraaf.

## Bekende personen
- Petronella Voûte (1804-1877), bestuurder
- Wilma Vermaat (1873-1967), auteur
- Pieter Sjoerds Gerbrandy (1885-1961), politicus en minister-president
- Ekko Oosterhuis (1886-1966), natuurkundige
- Beb Vuyk (1905-1991), auteur
- Pierre Kartner (1935-2022), zanger
- Mischa de Vreede (1936-2020), auteur